# 《數位時代》
《數位時代》（英語：Business Next）是1999年於臺灣創立的科技與財經媒體品牌，隸屬於巨思媒體集團，目前總部位於臺北市。《數位時代》以雜誌為起點，逐步發展成跨足媒體網站平台、影音、出版與Podcast的多媒體平台，成為觀察臺灣科技創新、產業轉型與新創生態的重要窗口，是臺灣最具指標性的科技媒體之一。
《數位時代》出現的年代，正值臺灣網際網路產業興起與政府推動「兩兆雙星」計畫的時期，見證了資訊科技與政策環境共同帶動了新創與數位產業的快速成長。除了媒體角色之外，它亦主辦「Meet 創業小聚」、「Meet Taipei 創新創業嘉年華」及「未來商務展」等活動，連結創業社群、企業與政策資源，並在臺灣數位經濟與媒體公共討論中扮演平台性角色，影響科技政策與產業輿論的形成，是臺灣重要的科技媒體品牌之一，記錄了臺灣在資訊時代的不同階段所關注的議題變化，以及科技社群的發展脈絡。

## 歷史
- 1999年：由詹宏志、何飛鵬、陳素蘭等人創立，初期以月刊的紙本雜誌形式發行，專注於網路經濟與科技創新。[1]
- 2010年：推出「數位行銷學院」，臺灣首創以數位行銷為主題，用實際任務引導行銷專業人才的學習社群，是臺灣許多數位行銷專業人士初次接觸行銷科技的學習平台。
- 2011年：創辦「Meet 創業小聚」，建立新創團隊與社群交流平台。導入矽谷交流的模式，建立讓臺灣新創企業、創投與新創社群相互交流的機會，是台灣非常早期的新創社群。
- 2011年：舉辦「Meet Neo Star 創業之星 Demo Show」，成為台灣創業競賽的重要舞台。[2]
- 2014年：推出「Meet Taipei 創新創業嘉年華」，為台灣本土第一個原生新創大型展會，集結國內外新創生態系中的各種資源，開創了結合新創展示、Roadshow，以及重要人物演講的模式，打開臺灣創業者與世界接軌的窗口。
- 2014年：建立「未來商務」平台，聚焦企業數位轉型與新商業模式。
- 2015年：創辦「未來商務展」與「創新商務獎」，促使臺灣積極投入數位轉型與商業模式創新的企業能夠受到關注。
- 2019年：舉辦「ＭarTech 行銷科技高峰會」，因應 Google、Meta 等國際大廠，澈底地改變了行銷的模式，辦理此展會協助企業與行銷專業人士，了解最新的行銷科技外，也相互交流保持聯繫，創造合作機會。
- 2021年：開設官方 Podcast 頻道 ，將複雜的新興數位技術科普化，希望能讓更多臺灣人掌握到國際上的新商業機會。
- 2022年：與創業者共創平台基金會發表《新創生態關鍵十年及展望研究報告》，探討台灣新創的未來發展方向。[3]
- 2023年：推出「Web3+」平台，聚焦區塊鏈、NFT、DeFi 與元宇宙技術應用。同年舉辦首屆「BNEXT Summit 數位新商業論壇」，率先導入 AI 主播技術，提升多平台內容產製效率，結合影音與圖文進行全方位報導。[4]
- 2024年：發布台灣媒體產業第一份 ESG 影響力報告。[5]

## 核心業務
《數位時代》主要報導科技、財經新聞與新創生態，內容涵蓋每日新聞、專題調查及產業趨勢。自2021年起積極拓展影音內容，包含官方 YouTube 頻道與 Podcast 節目，成為台灣數位媒體生態的一環。

## 社群與品牌
《數位時代》長期關注數位科技與產業創新領域，透過內容製作、社群經營與產業趨勢觀察，逐步發展出一系列專業社群，涵蓋新創企業、數位轉型與 Web3 等主題。透過經營媒體與社群分享，讓台灣的科技社群也能接觸世界最前端的科技發展，同時也記錄了臺灣新創科技產業的興起與發展。
隨著時代變遷，科技關注議題的不斷變化，目前演化成三個主要社群：「Meet 創業小聚」、「未來商務」與「Web3+」，分別專注於新創、生態轉型以及區塊鏈技術。這些社群透過論壇、聚會、專題報導、課程與產業合作，促進知識共享與跨界交流，在臺灣數位產業發展中具有極大影響力。
Meet 創業小聚  
起源於《數位時代》對創業趨勢的長期報導，並在累積相關內容與讀者後，於2011年開始舉辦「創業小聚」，每月邀請創業者、投資人與產業專家分享經驗，形成新創交流平台，是千禧年之後，臺灣許多新生代創業家初次接觸創業領域的啟蒙社群。隨著創業生態成熟，活動逐步擴展為「Meet Taipei 創新創業嘉年華」，成為臺灣規模最大的創業展會之一，並串聯國際創投與產業資源。
未來商務  
自2014年起，《數位時代》關注企業數位轉型需求的提升，透過深度報導與案例分析協助企業理解新商業模式。2015年起舉辦「未來商務展」，並設立「創新商務獎」，以促進企業連結創新資源，掌握轉型契機。2022年新增「臺灣AI大賞 TAIWAN IMPACT AI」，鼓勵產業與學術界加速導入人工智慧，以提升能見度與國際關注。隨著影響力擴大，「未來商務」成為企業了解數位轉型、AI轉型的重要平台。
Web3+  
《數位時代》在相當早期即關注區塊鏈與加密貨幣的發展，持續追蹤技術應用、法規趨勢與產業動態，希望臺灣發展出與世界平行的區塊鏈社群。2021年，因應 Web3 概念的興起，正式推出「Web3+」社群，結合報導、Podcast 與實體活動，促進區塊鏈與生態發展者之間的交流。該社群並舉辦線上與線下活動「塊點來聚聚」，協助企業探索 Web3 應用，推動臺灣區塊鏈技術的發展。

## 外部連結
- 《數位時代》官方網站

1. ↑  . 旭時報. 2022-08-18 （中文）.
2. ↑  . touche.solutions. 2023-12-01.
3. ↑  潘韜宇. . 立報傳媒. 2022-06-16 （中文）.
4. ↑  . 經理人. 2024-08-26.